# Piedra Blanca, Guanajuato
Piedra Blanca är en ort i Mexiko.   Den ligger i kommunen León och delstaten Guanajuato, i den centrala delen av landet, 300 km nordväst om huvudstaden Mexico City. Piedra Blanca ligger 1 774 meter över havet och antalet invånare är 130.
Terrängen runt Piedra Blanca är huvudsakligen platt, men västerut är den kuperad. Runt Piedra Blanca är det mycket tätbefolkat, med 1 313 invånare per kvadratkilometer. Närmaste större samhälle är León de los Aldama, 10,3 km nordost om Piedra Blanca. Trakten runt Piedra Blanca består till största delen av jordbruksmark.